# AA-12 (散弾銃)
AA-12は、アメリカ合衆国のミリタリー・ポリス・システム（MPS）社が製造している、フルオート射撃が可能な散弾銃である。

## 概要
AA-12は、とても珍しいフルオート射撃が可能な軍用散弾銃であり、その発射速度は毎分300発に及ぶが、発砲時の反動は驚くほど少ないものとなっている。これは、MPS社が特許を持っている特殊なガスシステムに80%の反動が集中するためであり、さらに反動抑制ばねによっても反動の10%が抑制されるため、12ゲージ弾を射撃する際に感じる反動は、通常の10%程度だとされている。
AA-12は、軽機関銃で一般に見られる、オープンボルトのAPIブローバック方式で作動する。メンテナンス性向上のため、設計には大量のステンレスが使用されており、銃の点検の際の掃除はほとんど必要ないとMPS社は説明しているほか、
設計者は、掃除するのは1万発射撃した後で構わないと話している。
ただし、セミオートの機構はないためフルオートでしか射撃はできず、引き金を引く指の力を調整することによって、セミオート射撃を可能としている。弾薬は8発の装填が可能なボックスマガジンか、20-32発の装填が可能なドラムマガジンによって供給される。
なお、AA-12と同様にフルオート射撃が可能な散弾銃で知られるU.S. AS12は、本銃の基本設計をもとにして作られたものである。

## 開発

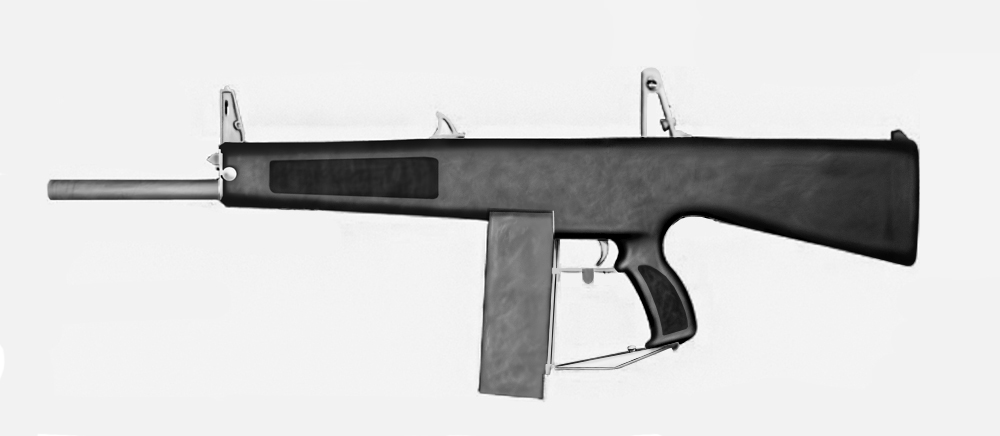
ボックスマガジン付きのAA-12

AA-12の原型は、1972年に銃器設計技師マックスウェル・アッチソンによって「Atchisson Assault-12」の名称で開発され、その後1987年にマックスウェル・アッチソンは、テネシー州に拠点を置くミリタリー・ポリス・システム（MPS）社にAA-12の権利を売った。それからMPS社は、18年に渡り元の設計図から188の設計変更と改善を行い、オープンボルト方式への変更などがほどこされた。そして、2005年に現在のモデルが完成し、その名称は「Auto Assault-12 （AA-12）」とされた。
重量は5.2kgまで軽くされ、全長は966mmまで短くなったが、銃身長は同じままにされた。CQBモデルの銃身長は約333mmで、通常モデルより半分ほど軽くなっている。
MPS社は他にも、アクション・マニュファクチャリング社やスペシャル・カートリッジ社と協力し、FRAG-12特殊弾とFRAG-12に対応した多機能武器システムを開発している。

## 弾薬
AA-12は、3インチ長の様々な種類の弾薬を使用することができる。例えば12ゲージの散弾やスラッグ弾、または非致死性兵器であるゴム弾である。
また、高性能爆薬を内蔵したFRAG-12を使うこともでき、1人で持ち運べる自動擲弾銃として運用することも可能となっている。

## 採用
2004年に、AA-12が10丁製造されてアメリカ海兵隊で評価試験が行われたが、採用されたかどうかは不明である。
モア・インダストリーズ社が開発したHAMMER無人防御システムには、2丁のAA-12が2X-40砲塔に搭載されている。ニューラル・ロボティックス社では、無線で操作する無人ヘリコプターに2丁搭載している。

## 登場作品

### 映画
『エクスペンダブルズ』
エクスペンダブルズの一員であるヘイル・シーザが、レーザーサイトと32連ドラムマガジン付きのものを使用する。作中では、通常の散弾だけでなく「オマイヤ・カブーン」と呼ばれるスラッグ12に似た架空の小型グレネード弾も使用しており、敵の見張り台をバラバラに吹き飛ばす威力を見せる。
『エクスペンダブルズ2』
ヘイル・シーザが、前作と同仕様のものを使用するほか、PMCの経営者で主人公たちの商売敵であるトレンチが、シーザが使用していたものを借用して、空港での銃撃戦時などで使用する。
『エクスペンダブルズ3 ワールドミッション』
前作に引き続きトレンチが使用する。
『プレデターズ』
主人公である傭兵のロイスが、ピカティニー・レールとシュアファイア製タクティカルライト一体型フォアグリップを装着し、32連ドラムマガジンを付けたものを使用する。

### アニメ・漫画
『亜人 (漫画)』
対亜人特選群隊員「穴熊」が32連ドラムマガジンを装填したものを使用。入間基地における亜人との戦闘では、亜人が放出したIBMを連射により配水管下まで押し戻し、IBMの弱点となる水を破裂させた配水管からかけることでIBMを無力化させている。
『嘘喰い』
死の商人・カールが販売していた。グレネード弾も装填できると銘打っていた。作中テロリストに売りつけたところ少年が的にされ、カールは悔恨の情に駆られる。
『学園キノ』
Ⅲ巻にてキノがFRAG-12を装填したものを使用。
『仮面ライダーSPIRITS』
対バダン戦闘部隊「SPIRITS」の装備として32連ドラムマガジン付きのものが登場。単行本第16巻にて、SPIRITS副隊長のアンリエッタ・バーキンが再生獣人に対して使用する。
『寄生獣 セイの格率』
山岸を筆頭とする対パラサイト部隊の装備として登場。市役所での寄生生物掃討作戦時に使用され、多数の寄生生物を倒すことに成功する。
『バイオハザード～ヘヴンリーアイランド～』
ソニドデ・トトーガ島に到着したパーカー・ルチアーニを始めとするBSAA欧州本部のSOU部隊が使用。主人公、富永タケルも使用している。
『魔法少女特殊戦あすか』
魔法少女ウォーナース☆くるみが使用。

### ゲーム
『Batman-The Telltale Series』
ハービー・デントとウェイン屋敷で戦う際に、デントが20発ドラムマガジンを持ち込んで使う｡
『グランド・セフト・オート・ザ・バラッド・オブ・ゲイ・トニー』
「オート・ショットガン」の名称で登場する。通常の散弾と榴弾の2種類の弾薬が使用可能。
『コール オブ デューティシリーズ』
『CoD:MW2』
味方陣営のTF141や敵陣営のロシア超国家主義派などが使用する。
『CoD:MW3』
主人公らデルタフォースの隊員が主に使用する。
『CoD:MW』
「JAK-12」という名称で「シーズン6」より追加登場する。通常散弾やスラグ弾の他、ドラゴンブレス弾やFRAG-12弾の換装も可能。
『CoD:M』
　　「JAK-12」という名称で登場。ショットガンで15人を遠距離キルすると入手できる。  　　
『ドールズフロントライン』
韓国では別名で「アーイーリー」という。
1は韓国語で[イール]、2は[イー]と発音する。そのためAAを読む時の発音[アー]とイーリーが合成、「アーイーリー」という別名が作られた。
『メダル・オブ・オナー ウォーファイター』
主人公のNavy SEALs隊員のスタンプが使用する。
『レインボーシックス シージ』
ACS12としてGISのオペレーターであるアリバイ、マエストロが所有する。